# HMS Bellerophon (1865)
Panserskibet HMS Bellerophon repræsenterede et teknologisk spring fremad i forhold til de eksisterende britiske panserskibe, der byggede på konstruktionen i HMS Warrior. Skibet var opkaldt efter den græske sagnhelt Bellerofon, og var det tredje af foreløbig fire skibe i Royal Navy med dette navn.

## Konstruktionen
Skibet var designet af den nyudnævnte chefkonstruktør Edward Reed, der her fik lejlighed til at introducere en række nyskabelser i den britiske flåde. I skroget udelod man for første gang de langsgående forstærkninger, og lavede i stedet en dobbeltbund baseret på et system af jernprofiler, udtænkt af svogeren Nathaniel Barnaby, der senere efterfulgte Reed som chefkonstruktør. I konstruktionen indgik for første gang både jern og stål.
En anden nyskabelse var at samle kanonerne midtskibs i et centralt batteri, som skulle have færre, men til gengæld kraftigere kanoner. Det betød, at Royal Navy for første gang kunne sætte 22,9 cm riflede forladere om bord i et af sine panserskibe. Reed sørgede også for, at Bellerophon fik et kraftigt maskineri, kombineret med et sødygtigt skrog, baseret på Barnaby's jernprofiler. I de tidligere hurtige skibe af Warrior- og Minotaur-klassen havde man opnået farten via et langt, slankt skibsskrog, og havde til gengæld måttet give køb på manøvredygtigheden.
Bellerophon var det første skib i Royal Navy med et balanceret ror. Nu blev det muligt for otte mand at lægge roret helt om på omkring 27 sekunder, mens der i HMS Warrior skulle bruges 40 mand i 90 sekunder for at udføre den samme manøvre.

## Artilleri
En af grundene til, at Admiralitetet gik med til at installere så kraftige kanoner i Bellerophon var, at kommandør R. Scott havde opfundet en avanceret kanonlavet, der gjorde det nemmere og sikrere at betjene de tunge kanoner, selv i hårdt vejr. Opstillingen af de lidt mindre 17,8 cm kanoner på for- og agterdæk var til gengæld mindre vellykket.
Omkring 1880 besluttede Royal Navy sig endeligt for at få over til bagladekanoner. Af sparehensyn ville man gerne omarmere nogle af de eksisterende panserskibe, og derfor blev Bellerophon i 1885 som det første og eneste af de ældre skibe fuldstændig omarmeret med bagladekanoner. Ombygningen blev ikke nogen succes, fordi der ikke var plads nok i centralbatteriet til de mere avancerede kanoner. Erfaringerne fra Bellerophon betød, at man derefter nøjedes med at udskifte de kanoner, der stod frit på dækket af panserskibene.

## Tjeneste
Bellerophon indgik i 1866 i den britiske Kanalflåde, hvor den gjorde tjeneste til 1871. I 1871-72 var den en del af Middelhavsflåden. Senere i 1872 var den til eftersyn på værftet i Chatham, og i 1873 sejlede den tværs over Atlanterhavet og blev flagskib for den Nordatlatiske eskadre. Denne tjeneste varede til 1881, hvor Bellerophon sejlede tilbage til England til et større eftersyn og til den omtalte omarmering, der var på plads i 1885. I 1885-1892 var skibet igen flagskib i Nordatlanten og Vestindien. Med sine sammenlagt 14 år som flagskib på samme station, holder det rekorden for stationsflagskibe. På trods af at skibet bød på trange indkvarteringsforhold for sine officerer, var det i hele sin karriere eftertragtet som tjenested. Efter hjemkomsten var det vagtskib ved Pembroke i årene frem til 1903. Derefter ophørte den aktive tjeneste, og skibets artilleri blev fjernet. Fra 1904 gjorde det tjeneste i Devonport som skoleskib for fyrbødere, nu med navnet Indus III. Denne anvendelse ophørte i 1922, hvorefter det gamle panserskib blev solgt og ophugget.